# Konrad Wiche
Konrad Wiche (* 2. November 1913 in Wien; † 8. November 1969 in Mainz) war ein österreichischer Geograph.

## Leben
Von 1931 bis 1937 studierte er an der Universität Wien Geographie und Geschichte. Nach der Promotion 1939 bei Johann Sölch mit der Dissertation Morphologie des Höllengebirges und seiner näheren Umgebung war er von 1939 bis 1940 wissenschaftlicher Assistent bei Hugo Hassinger an der Universität Wien. Nach der Habilitation 1950 an der Universität Wien mit der Habilitationsschrift Morphogenese der Gesäuseberge war er von 1956 bis 1965 Professor in Wien. Von 1965 bis 1969 war er Professor für Geographie in Mainz.

## Schriften (Auswahl)
- als Herausgeber: Festschrift zur Hundertjahrfeier der Geographischen Gesellschaft in Wien 1856–1956. Wien 1957, OCLC 923988615.
- als Herausgeber: Festschrift zur Vollendung des 60. Lebensjahres von Hans Spreitzer. Wien 1958, OCLC 154220663.
- als Herausgeber: Registerband der Österreichischen Geographischen Gesellschaft 1908–1959. Wien 1960, OCLC 249250345.
- als Herausgeber: Festschrift zum 60. Geburtstag von Hans Bobek. Wien 1963, OCLC 603716608.